# Thomisus destefanii
Thomisus destefanii es una especie de araña cangrejo del género Thomisus, familia Thomisidae. Fue descrita científicamente por Caporiacco en 1941.

## Distribución
Esta especie se encuentra en Etiopía.